# Wümmehof

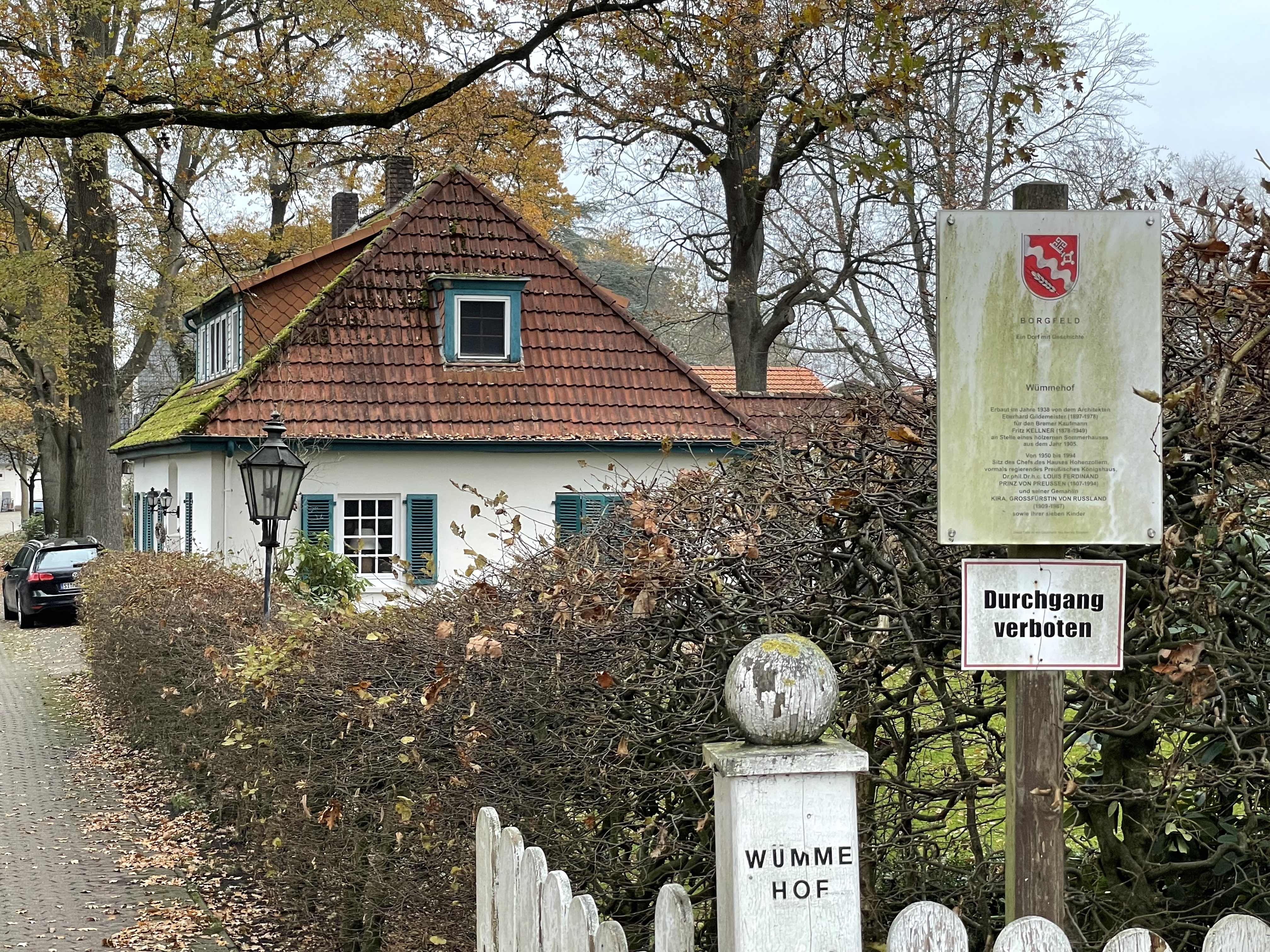

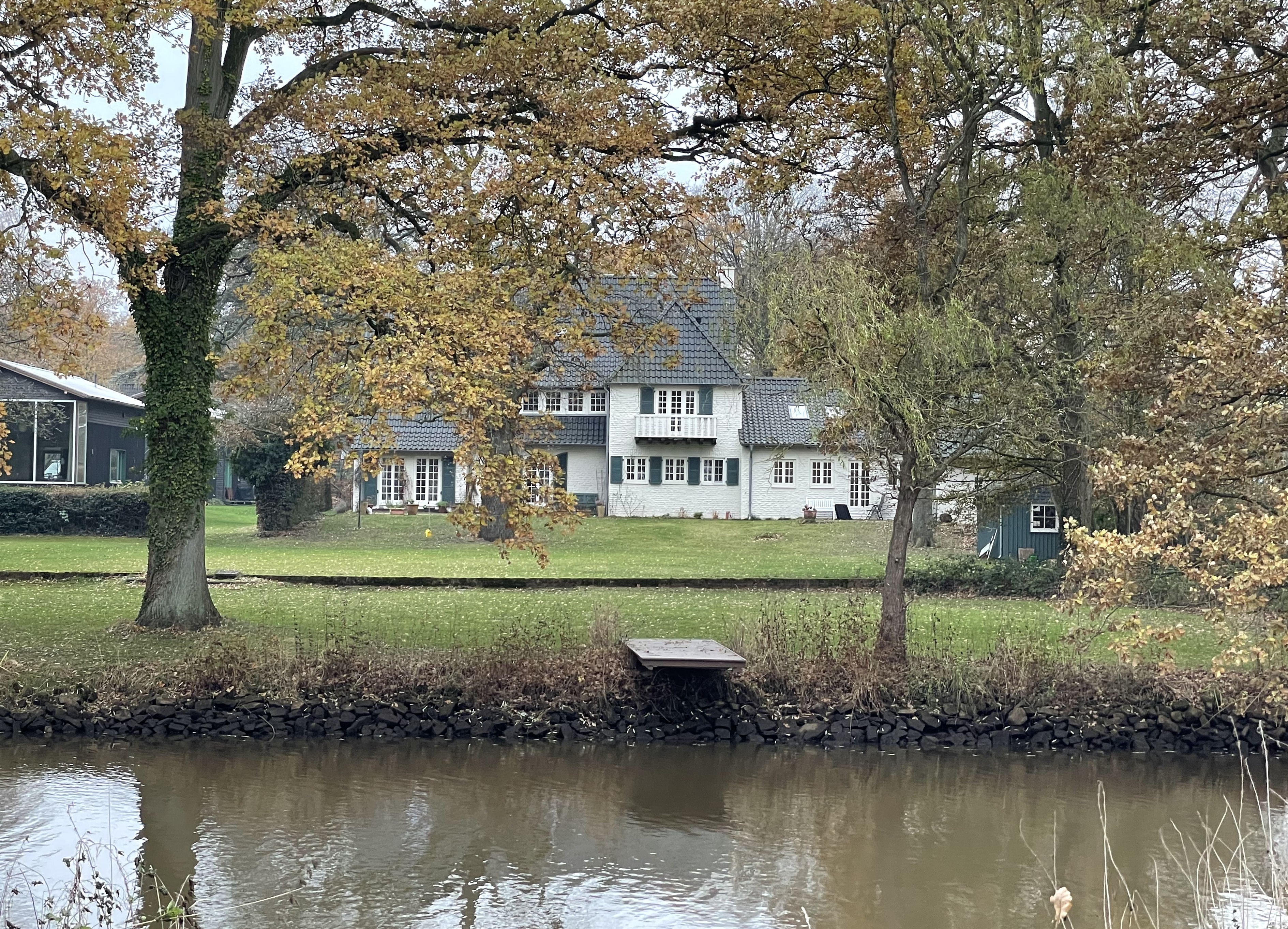

Der Wümmehof befindet sich in Bremen, Stadtteil Borgfeld, Katrepeler Landstraße 48/50. Der Vorgängerbau und der Garten entstanden 1905/09 nach Plänen von Friedrich Gildemeister und das Landhaus 1939 nach Plänen von Friedrich Schumacher. 
Der Wümmehof steht mit einem nationalen geschichtlichen Denkmalwert seit 2013 unter Bremer Denkmalschutz.

## Geschichte
Der Vorgängerbau wurde 1905 gebaut. Der Garten entstand 1909 nach Plänen des Gartenarchitekten Friedrich Gildemeister. Er ist nur noch in wenigen Teilen erhalten.
Das ein- und zweigeschossige Landhaus an der Wümme wurde 1939 für den Kaufmann und ehem. Sparkassendirektor Friedrich Wilhelm Kellner gebaut, entworfen im konservativen Stil des Dombaumeisters und Architekten Schumacher. Es zählt gestalterisch zu den „besten Vertretern des traditionalistisch ausgerichteten Landhausbaus der 1930er-Jahre in Bremen“ (LfD). Es besteht aus dem Haupthaus und dem Hofmeierhaus.
Von 1950 bis 1994 war der Wümmehof auf dem rund 10.000 m² großen Areal dauerhafter Hauptwohnsitz des Chefs des Hauses Hohenzollern, Prinz Louis Ferdinand von Preußen. Das Landesamt für Denkmalpflege Bremen befand: „Prinz Louis Ferdinand von Preußen … letzter Thronprätendent … verkörperte stets die Hoffnung konservativer Kreise in der Bundesrepublik auf die Wiedereinführung einer (konstitutionellen) Monarchie. Er war zweifellos eine Figur der deutschen Zeitgeschichte von erheblicher Bedeutung.“
2013 zog die Familie von Christian Sigismund von Preußen aus und das Anwesen wurde 2013/14 von der Familie an einen Investor verkauft. Das Grundstück wurde 2015/16 durch drei weitere Wohnhäuser bebaut.
In unmittelbarer Nachbarschaft (Katrepeler Landstraße 51) befindet sich die bekannte Villa Wikingborg.